# Pałac w Siemianówce
Pałac w Siemianówce – pałac we wsi Siemianówka (obwód lwowski).
Parterowy obiekt wybudowany przed 1780 w stylu klasycystycznym. Była to ulubiona siedziba kasztelana lwowskiego Józefa Potockiego  (1695–1764) herbu Pilawa, syna Aleksandra (1660–1714). Mury pałacu zostały rozebrane w 1929 z powodu zagrzybienia powstałego podczas istnienia tutaj szpitala w czasie I wojny światowej w latach 1915–1918. 